# Un pognon de dingue

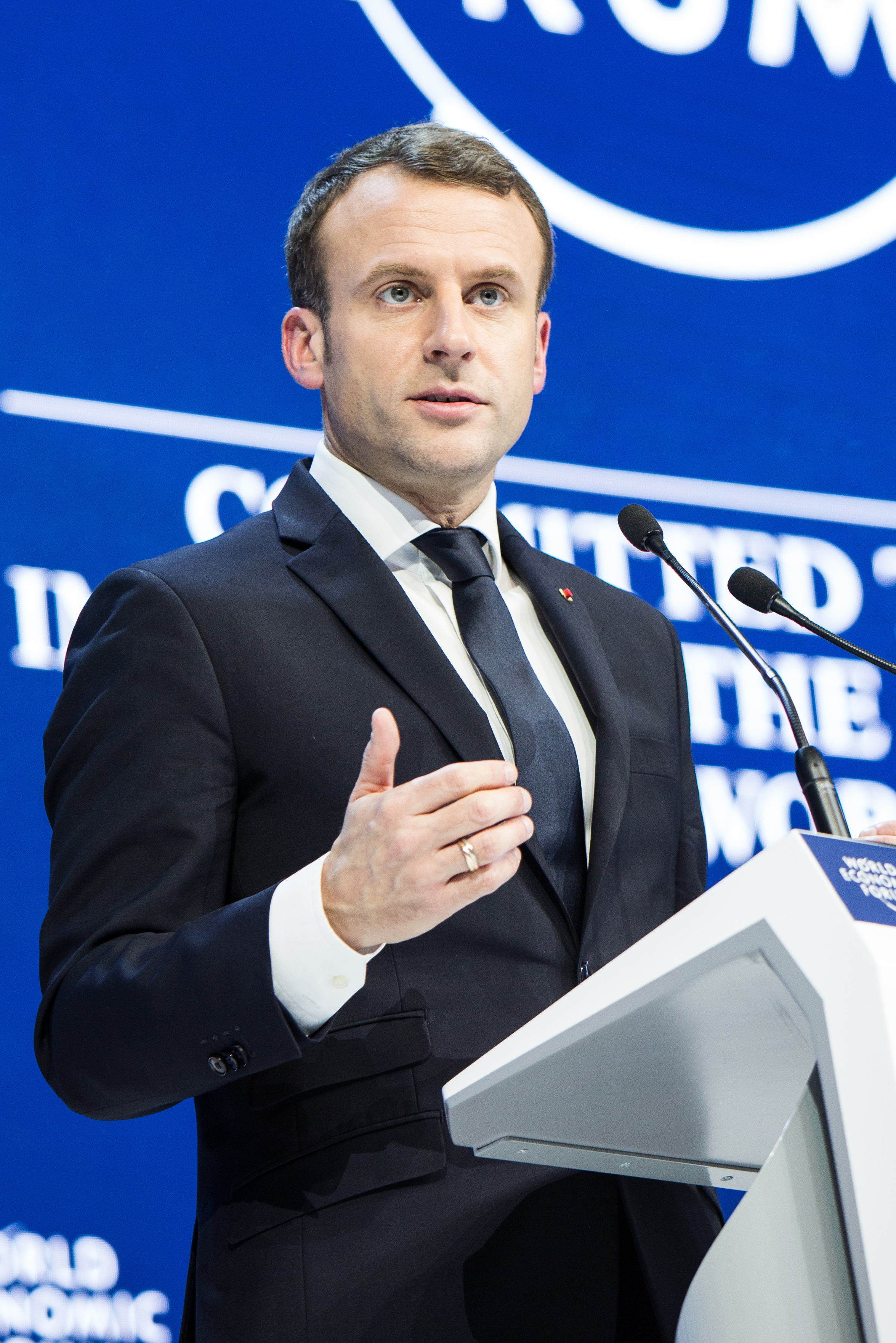
Emmanuel Macron en 2018.

Pour un article plus général, voir Macronade.
« Un pognon de dingue » est une expression extraite d'une petite phrase prononcée par le président de la République française Emmanuel Macron au palais de l'Élysée le soir du 12 juin 2018, à l'occasion d'un entretien informel avec ses conseillers et publiée sur le réseau social Twitter le même jour. 

## Citation complète
La citation est publiée dans son intégralité sur le site du journal Libération le 13 juin 2018 :
« La politique sociale, regardez : on met un pognon de dingue dans des minima sociaux, les gens ils sont quand même pauvres. On n’en sort pas. Les gens qui naissent pauvres, ils restent pauvres. Ceux qui tombent pauvres, ils restent pauvres. On doit avoir un truc qui permette aux gens de s’en sortir. »
Le journal précise, en outre, qu'elle est extraite d'une courte vidéo d'environ deux minutes, réalisée par un cadreur de l’Élysée et publiée sur Twitter par sa directrice de la communication, Sibeth Ndiaye.

## Contexte
Emmanuel Macron est président de la République française depuis un an. Il doit prononcer un discours qualifié de « stratégique » par la presse sur la politique sociale, le 13 juin 2018 en ouverture du congrès de la mutualité française à Montpellier et où il doit notamment détailler sa politique sociale et confirmer le reste à charge zéro pour l'optique, les soins dentaires et les prothèses auditives.
La veille au soir, les services de l’Élysée postent sur Twitter une vidéo des préparatifs du président dans son bureau, en bras de chemise, en vue de son discours et entouré par ses conseillers. Selon le site du quotidien Le Monde, plusieurs journalistes ont été prévenus par le service communication de l'Élysée de la publication de cette vidéo, afin de la faire connaître du grand public. Le conseiller spécial Ismaël Emelien est à l'origine de la diffusion de la vidéo aux allures d'images volées qui est une opération de communication politique délibérément montée.

## Réception

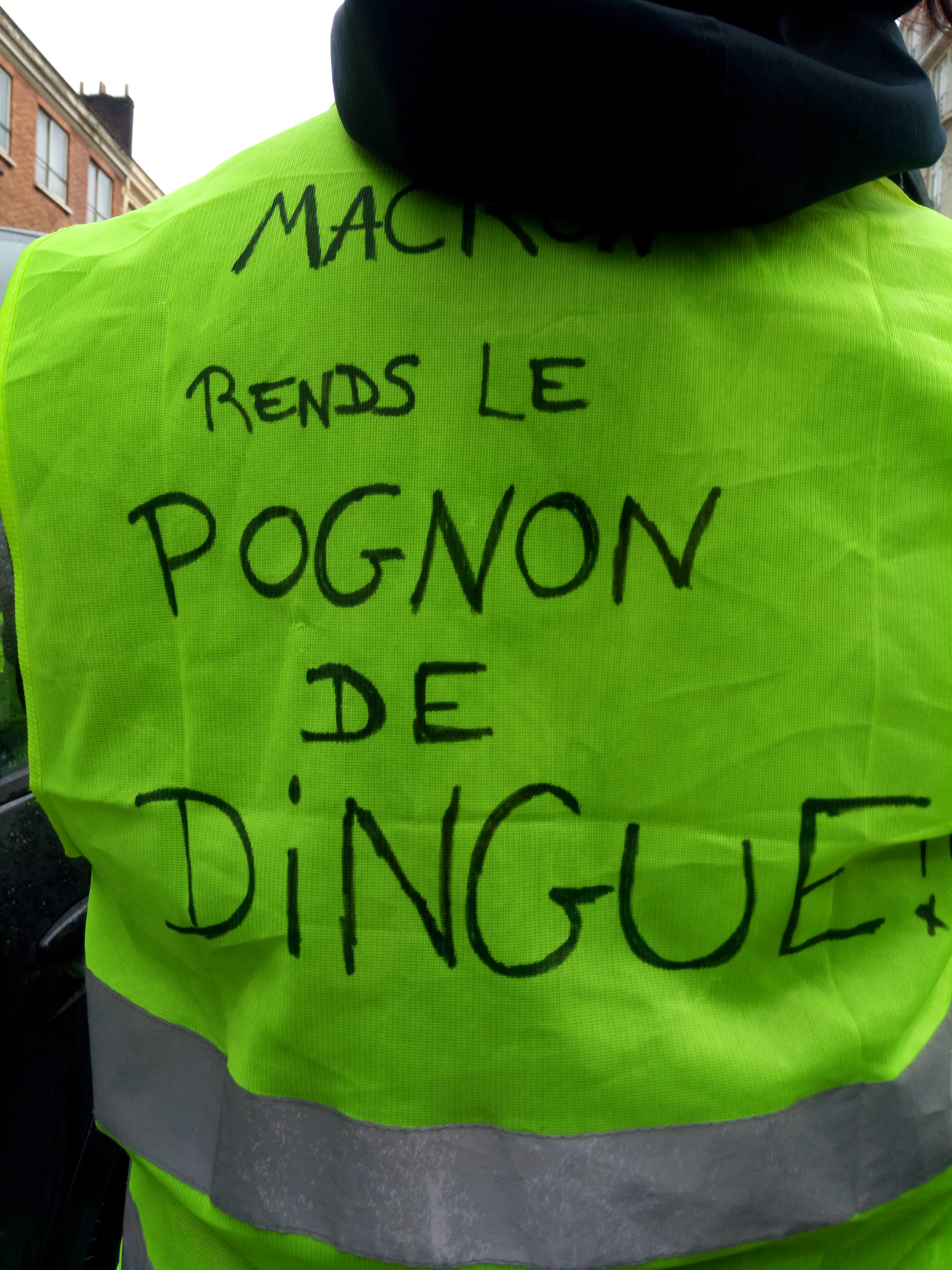
Texte avec la citation pognon de dingue sur un gilet porté par un manifestant lillois en 2019.

De nombreuses protestations sont émises sur différents réseaux sociaux qui concentrent leurs critiques sur le début de la phrase (« trop de pognon ») en omettant la deuxième partie de l'argumentation, dans laquelle le président dresse un constat d’échec du modèle français de lutte contre la pauvreté.
Les journaux télévisés du 13 juin (du midi et du soir) consacrent un sujet à cette vidéo. Les médias écrits reprennent aussi ces propos, transformant souvent « des minima sociaux » en « les minima sociaux ».
Les propos du président lui valent les critiques de l’opposition, qui y voit une nouvelle illustration de sa pensée libérale.

## Analyse
La citation, dans sa totalité, est évoquée dans le livre du journaliste Roland Cayrol. Il y explique notamment qu'il considère cette expression comme « triviale », reprochant ainsi au président d'avoir usé d'un langage qui ne correspond pas à sa fonction, mais que cependant, la controverse qui l'a suivie se base sur un contresens car Emmanuel Macron ne dénigre pas forcément les minimas sociaux mais il considère simplement qu'ils ne permettent pas aux bénéficiaires de sortir de la pauvreté.
La formule « pognon de dingue », de par le décalage qu’elle opère avec la fonction présidentielle, donne une telle force à cette vidéo qu’elle devient l’événement majeur de la séquence médiatique et relègue au second plan le discours donné le lendemain à la Mutualité.
Alors que l'Élysée assume cette provocation qui ravive l'image de « président des riches », l'emploi d'une expression familière pour caractériser la politique sociale redistributive de la France, consterne une partie des Marcheurs et choque des Français. « Cette bourde de communication reflète les deux camps présents au sein de l'Élysée, entre les tenants d'un chef de l'État jupitérien, historique, plein de hauteur, et ceux qui veulent retrouver le candidat provocateur et iconoclaste, l'antisystème qui balayait l'ancien monde ».
Selon le doctorant en sciences du langage Damien Deias, cette petite phrase, vecteur de confusion des genres (entre la gravité de la fonction présidentielle et le registre familier employé), « peut se comprendre comme une stratégie de buzz, de captation de l’espace médiatique et de diffusion sur les réseaux sociaux ». Cette stratégie se retourne contre Emmanuel Macron puisque sa petite phrase est interprétée comme une volonté du président de réduire les budgets sociaux.

## Postérité
Un sondage Odoxa-Aviva, publié en automne 2018, révèle que 64 % des Français sont lassés des petites phrases du président, au lieu de 37 % en juin 2017. 68 % d'entre eux sont d'accord avec l'idée qu'« on met un pognon de dingue dans les minima sociaux » selon ce même sondage.
En 2020, soit deux ans après sa diffusion, cette petite phrase, devenue une expression, est encore souvent utilisée comme référence ou repère dans un titre d'article, notamment quand il s'agit de textes concernant la situation ou le statut des personnes les plus pauvres en France, voire également sur la politique sociale de la France et des réformes conduites par Emmanuel Macron.

### Documentaire
- Petites phrases, grandes conséquences : la gauche contre le peuple, de LCP (prod.) et de Thomas  Raguet (réal.), 2021 [voir en ligne].